# ElPozo Murcia
ElPozo Murcia Fútbol Sala es un equipo español de fútbol sala con sede en Murcia que participa en la Primera División de la Liga Nacional de Fútbol Sala. Fue fundado en 1989 con el apoyo de la empresa murciana de alimentación ElPozo, que se mantiene como principal patrocinador. Ese año compró los derechos del Cruz Joyita en la LNFS, equipo murciano al que ya había patrocinado en anteriores ocasiones. En toda su historia ElPozo ha ganado cinco títulos de Liga, cuatro Copas de España, dos Copas del Rey, seis Supercopas de España, una Recopa de Europa y una Copa Ibérica. Además ha sido subcampeón en 2 ediciones de la UEFA Futsal Champions League. Es el club con más presencias en la historia de la liga, nunca ha descendido de división. También posee un dato en el cual es el equipo que más puntos ha obtenido en la historia de la liga regular.

## Historia

### Fundación y primeros años

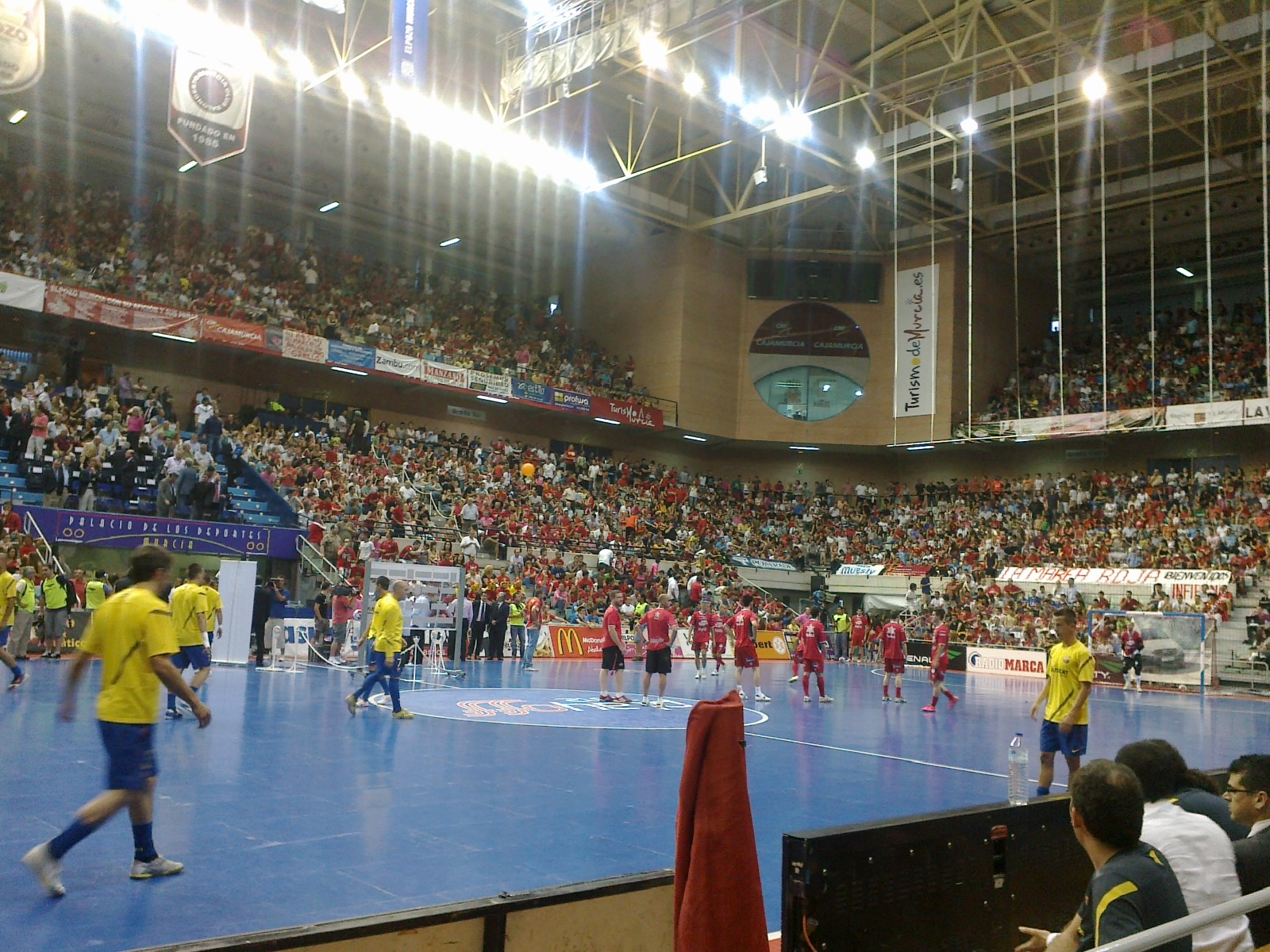
Elpozo Murcia en el Palacio de los Deportes.

Antes de la creación de ElPozo Murcia, la ciudad de Murcia contaba con un equipo de fútbol sala en las competiciones de la Federación Española, conocido como Cruz Joyita de Murcia. El grupo alimenticio ElPozo había patrocinado a ese equipo en la temporada 1986/87, pero con la creación de la Liga Nacional de Fútbol Sala quería contar con su propio club. Por ello, la empresa compró en 1989 al Cruz Joyita su plaza en la máxima categoría y sus derechos federativos. En la campaña 1989/90, primera también de la recién creada liga, los murcianos consiguieron la permanencia.
En sus primeros años de vida, ElPozo realizó una fuerte inversión en jugadores internacionales e incluso presentó una oferta por Diego Armando Maradona, que la estrella argentina rechazó. En la campaña 1990/91 consiguió clasificarse para la segunda fase por el campeonato de liga, y en 1992 disputó su primera final de Liga, perdida frente al Caja Toledo FS. El primero título obtenido fue la Copa de España de la temporada 1994/95, que ganó en la final ante CLM Talavera, y un año después se consiguió la Supercopa.

### Llegada de Duda como entrenador

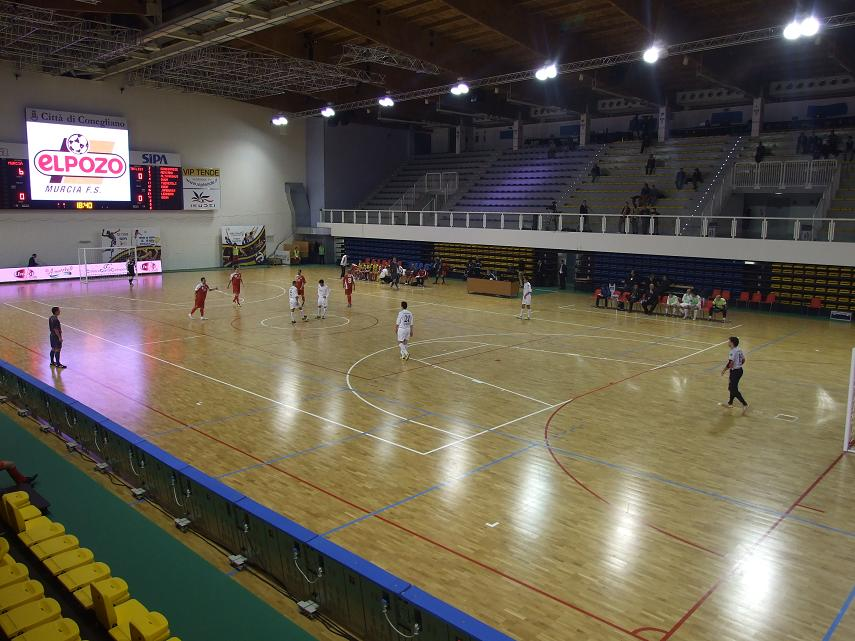
ElPozo Murcia vs Iberia 2003 Tbilisi en la Copa de la UEFA de Fútbol Sala 2009-10

Después de varias temporadas en las que el club no consigue ningún campeonato, ElPozo contrató como entrenador en la temporada 2001/02 a Eduardo Sao Thiago Lentz "Duda", exjugador del conjunto murciano en los años 1990. En su primer año bajo la dirección de Duda, ElPozo fue finalista de la Copa de España y semifinalista por el título de la LNFS. Un año después, los murcianos ganaron su segunda Copa de España tras batir al Boomerang Interviú de Madrid, y llegó hasta la final de la liga, que perdió frente al conjunto madrileño.
La victoria de Copa en 2003 permitió a ElPozo disputar la Recopa de Europa, competición en la que consiguió la victoria y su primer trofeo internacional. Tanto en 2004 como en 2005 ElPozo llegó a la final de la Liga Nacional, pero en ambas ocasiones cayó frente al Interviú Fútbol Sala. Al término de la temporada 2004/05, Paulo Roberto anunció su retirada del fútbol profesional, y el club inició un cambio generacional con el ya exfutbolista como director deportivo. El club traspasó a sus estrellas Lenísio y Balo, y suplió sus bajas con la contratación de Bacaro y Wilde, quien se convirtió en uno de los máximos goleadores del club.
En la temporada 2005/06 el club cambió su nombre por razones de patrocinio, pasando a ser ElPozo Murcia Turística. En ese año el club de Duda terminó primero en la temporada regular, y batió en la final al Polaris World Cartagena en cinco partidos. De este modo, los murcianos consiguieron su segunda liga ocho temporadas después. Al año siguiente, ElPozo revalidó su título al batir al Boomerang Interviú. Ese mismo año ganó la última Copa Ibérica disputada.
Para la campaña 2007/08 los murcianos optaban a cinco títulos entre competiciones nacionales e internacionales. Sin embargo, ElPozo sólo pudo ganar la Copa de España. En el campeonato de liga, ElPozo Murcia finalizó la temporada regular en primera posición, pero cayó en la final ante Interviú Fadesa. Además, el club sucumbió en la final de la Copa de la UEFA frente al Viz-Sinara ruso.
ElPozo Murcia consiguió dos títulos consecutivos de liga en las temporadas 2008/09 y 2009/10, año en el que consiguieron un triplete al ganar también la Copa y Supercopa de España. En ese tiempo Paulo Roberto abandonó la dirección deportiva y fue reemplazado por Fran Serrejón, exjugador de la entidad y hasta entonces segundo entrenador.
Tras el año del triplete, jugadores importantes como Wilde, Álvaro, Ciço y Juanjo abandonaron la disciplina charcutera para irse al Alusport Barcelona el primero y a Inter Movistar los demás. Y Llegaron De Bail, Dani Salgado, Jaison, fue cedido Esquerdinha a Caja Segovia y Alex subido con el primer equipo tras la cesión de Jaison. Pese a todo Ese año (2010/2011), contra todo pronóstico se llegó a la final de la Copa de España frente al Alusport Barcelona, con victoria para los blaugrana, y quedó segundo en Liga Regular tras el conjunto de Marc Carmona. Fue eliminado por Benicarló por un contundente 2-0 que le dejaba fuera de la lucha por el título.
El año siguiente (2011/2012) se volvió a ir gente importante de ElPozo Murcia como Vinicius y Mauricio. Y llegaron Miguelín, Grello, de Manacor y Esquerdinha que acababa su cesión en Caja Segovia. Se perdió la Supercopa al comienzo de temporada con Alusport Barcelona, y hubo un comienzo dudoso con tropiezos frente a Caja Segovia y Puertollano, pero a partir de ahí y a excepción de Umacón Zaragoza nadie fue capaz de ganarle a los de Duda, y acabaron la liga primeros, con récord de puntos y reéord de goles. Con Esquerdinha como máximo artillero. Tras unos play off intensos frente a Zaragoza y Caja Segovia, se llegó a la final frente al Barcelona Alusport. Se forzó el quinto partido que se disputó en El Palacio de los deportes de Murcia ante más de 8000 personas. Barcelona le arrebató el trofeo de campeón de liga en la prórroga. Victoria de la que se resarciría al comienzo de la (2012/2013) donde se hizo con la Supercopa de España tras ganar a Alusport Barcelona en semis y a Inter Movistar en los penaltis.
En la temporada 2012/2013 Duda es elegido como segundo mejor entrenador del mundo por los premios de AGLA Futsal detrás de Marc Carmona. El 24 de febrero de 2013, vuelve a verse las caras con el FC Barcelona Alusport en la Final de la Copa del España, ganando estos últimos tras un partido no exento de polémicas y confirmando con el tercer título consecutivo su supremacía. El 11 de mayo de 2013, Elpozo y Barcelona se volvieron a enfrentar en la final de la Copa del Rey, con triunfo blaugrana por un contundente 6-3. Ambos equipos se volvieron a ver en la final de los play off, vencía en su Palau Blaugrana el Barcelona Alusport en el 4º partido de la eliminatoria en los penaltis.
En la temporada 2013/2014 Elpozo comienza la temporada perdiendo la Supercopa de España frente al Barcelona Alusport. Llega a las finales de la Copa de España y del Rey pero las pierde contra Inter Movistar y Barcelona Alusport, respectivamente. El 20 de mayo de 2014, el eterno capitán del conjunto charcutero, Kike, anuncia su retirada a final de temporada. Elpozo termina la temporada perdiendo la liga en Murcia en el tercer partido frente a Inter Movistar.

## Rivalidades
La máxima rivalidad entre aficiones la mantiene con el Jimbee Cartagena.
ElPozo Murcia disputa El Clásico del fútbol sala contra el Inter Fútbol Sala.

## Uniforme
- Uniforme local: Camiseta blanca, pantalón blanco y medias blancas.
- Uniforme visitante: Camiseta roja, pantalón rojo y medias rojas.

## Mascota
Cerdinho actual mascota de ElPozo Murcia.

## Plantilla (2024/25)
(Actualizado a 26 de octubre de 2024)

## Internacionales
- Marcel
- Gadeia
- Marlon
- Rafa Santos
- Ricardinho
- Juanjo
- César Velasco
- Esteban
- Edu Sousa

## Trayectoria
| Temporada | Liga Regular | Liga Play-Off | Copa de España | Copa SM el Rey | Supercopa España | UCL Futsal | C.Intercontinental |
| --------- | ------------ | ------------- | -------------- | -------------- | ---------------- | ---------- | ------------------ |
| 1990      | 4º / X       | -             | -              | -              | -                | -          | -                  |
| 1991      | 8º / 3º      | -             | 1/4 de Final   | -              | -                | -          | -                  |
| 1992      | 2º / 1º      | Subcampeón    | 1/4 de Final   | -              | -                | -          | -                  |
| 1993      | 4º / 3º      | -             | Semifinales    | -              | -                | -          | -                  |
| 1994      | 2º / 3º      | -             | Subcampeón     | -              | -                | -          | -                  |
| 1995      | 1º / 3º      | -             | Campeón        | -              | Campeón          | -          | -                  |
| 1996      | 3º           | 1/4 de Final  | Semifinales    | -              | -                | -          | -                  |
| 1997      | 4º           | Semifinales   | Semifinales    | -              | -                | -          | -                  |
| 1998      | 2º           | Campeón       | Semifinales    | -              | Subcampeón       | -          | -                  |
| 1999      | 6º           | 1/4 de Final  | -              | -              | -                | 3er Puesto | -                  |
| 2000      | 4º           | 1/4 de Final  | Semifinales    | -              | -                | -          | -                  |
| 2001      | 3º           | Semifinales   | 1/4 de Final   | -              | -                | -          | -                  |
| 2002      | 1º           | Semifinales   | Subcampeón     | -              | -                | -          | -                  |
| 2003      | 2º           | Subcampeón    | Campeón        | -              | Subcampeón       | -          | -                  |
| 2004      | 2º           | Subcampeón    | 1/4 de Final   | -              | -                | -          | -                  |
| 2005      | 1º           | Subcampeón    | 1/4 de Final   | -              | -                | 2da Ronda  | -                  |
| 2006      | 1º           | Campeón       | Semifinales    | -              | Campeón          | -          | -                  |
| 2007      | 3º           | Campeón       | Subcampeón     | -              | Subcampeón       | 3er Puesto | -                  |
| 2008      | 1º           | Subcampeón    | Campeón        | -              | Semifinales      | Subcampeón | -                  |
| 2009      | 1º           | Campeón       | Subcampeón     | -              | Campeón          | -          | -                  |
| 2010      | 1º           | Campeón       | Campeón        | -              | Semifinales      | 2da Ronda  | -                  |
| 2011      | 2º           | 1/4 de Final  | Subcampeón     | 1/4 de Final   | Semifinales      | 2da Ronda  | -                  |
| 2012      | 1º           | Subcampeón    | 1/4 de Final   | Subcampeón     | Campeón          | -          | -                  |
| 2013      | 2º           | Subcampeón    | Subcampeón     | Subcampeón     | Subcampeón       | 2da Ronda  | 4to Puesto         |
| 2014      | 2º           | Subcampeón    | Subcampeón     | Subcampeón     | Campeón          | -          | -                  |
| 2015      | 3º           | Subcampeón    | 1/4 de Final   | Semifinales    | -                | -          | -                  |
| 2016      | 3º           | 1/4 de Final  | Subcampeón     | Campeón        | Campeón          | -          | -                  |
| 2017      | 2º           | Semifinales   | Subcampeón     | Campeón        | Subcampeón       | -          | -                  |
| 2018      | 3º           | Semifinales   | 1/4 de Final   | 1/8 de Final   | -                | -          | -                  |
| 2019      | 2º           | Subcampeón    | Subcampeón     | 1/4 de Final   | Subcampeón       | -          | 5to Puesto         |
| 2020      | 4º           | 1/4 de Final  | 1/4 de Final   | 1/8 de Final   | -                | Subcampeón | -                  |
| 2021      | 1º           | 1/4 de Final  | 1/4 de Final   | Subcampeón     | -                | -          | -                  |
| 2022      | 8º           | 1/4 de Final  | Subcampeón     | 1/16 de Final  | Semifinales      | -          | -                  |
| 2023      | 5º           | 1/4 de Final  | Semifinales    | 1/16 de Final  | Semifinales      | -          | -                  |
| 2024      | 2º           | Subcampeón    | Subcampeón     | 1/8 de Final   | -                | -          | -                  |
| 2025      |              |               |                | 1/16 de Final  |                  | -          | -                  |

## Palmarés

### Torneos internacionales (2)
| Competición                                | Títulos  | Subcampeonatos    | Tercer Puesto |
| ------------------------------------------ | -------- | ----------------- | ------------- |
| Liga de Campeones de la UEFA (0)           | -        | 2007-08, 2019-20. | 2006-07       |
| Recopa de Europa (1)                       | 2003-04. | -                 | -             |
| Copa Ibérica (1)                           | 2006-07. | -                 | -             |
| Campeonato de Europa (0) (no oficial UEFA) | -        | -                 | 1998-99       |

### Torneos nacionales (17)
| Competición                                  | Títulos                                                                 | Subcampeonatos                                                                                     | Tercer Puesto o Semifinales                  |
| -------------------------------------------- | ----------------------------------------------------------------------- | -------------------------------------------------------------------------------------------------- | -------------------------------------------- |
| Primera División de fútbol sala (5) Play Off | 1997-98, 2005-06, 2006-07, 2008-09, 2009-10.                            | 1991-92, 2002-03, 2003-04, 2004-05, 2007-08, 2011-12, 2012-13, 2013-14, 2014-15, 2018-19, 2023-24. | 1996-97, 2000-01, 2001-02, 2016-17, 2017-18. |
| Primera División de fútbol sala (9) Regular  | 2001-02, 2004-05, 2005-06, 2007-08, 2008-09, 2009-10, 2011-12, 2020-21. | 1997-98, 2002-03, 2003-04, 2010-11, 2012-13, 2013-14, 2016-17, 2018-19, 2023-24.                   | 2000-01, 2006-07, 2014-15, 2015-16, 2017-18. |
| Copa del Rey (2)                             | 2015-16, 2016-17.                                                       | 2011-12, 2012-13, 2013-14, 2020-21.                                                                | 2014-15.                                     |
| Copa de España (4)                           | 1995, 2003, 2008, 2010.                                                 | 1994, 2002, 2007, 2009, 2011, 2013, 2014, 2016, 2017, 2019, 2022, 2024.                            | 1993, 1996, 1997, 1998, 2000, 2006, 2023.    |
| Supercopa de España (6)                      | 1995, 2006, 2009, 2012, 2014, 2016.                                     | 1998, 2003, 2007, 2013, 2017, 2019.                                                                | 2008, 2010, 2011, 2022, 2023.                |

### Torneos regionales (8)
| Competición         | Títulos                                                                 | Subcampeonatos                      |
| ------------------- | ----------------------------------------------------------------------- | ----------------------------------- |
| Copa Presidente (8) | 2010-11, 2011-12, 2012-13, 2013-14, 2015-16, 2016-17, 2017-18, 2018-19. | 2014-15, 2019-20, 2022-23, 2023-24. |